# Rikissa von Dänemark

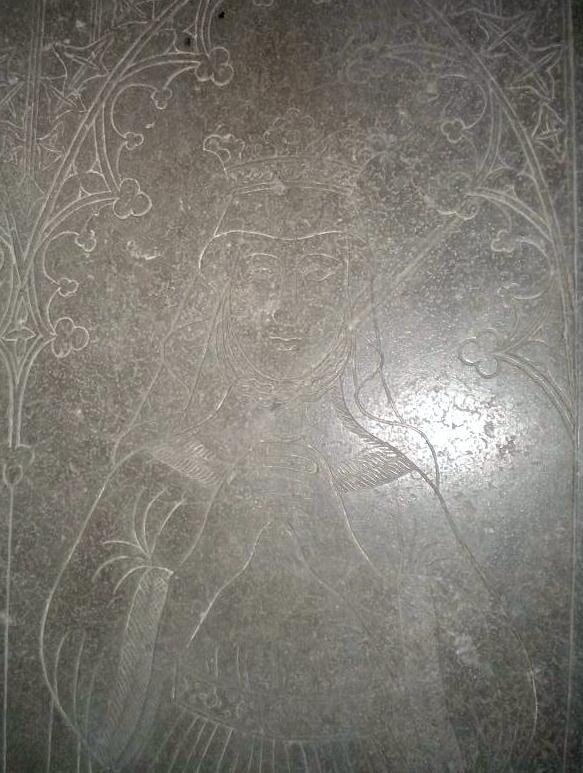
Grabplatte über dem Grab ihres Mannes in Varnham

Rikissa von Dänemark (* vor 1183; † 8. Mai 1220 in Ringsted in Dänemark), auch Rikiza oder Richeza, war eine dänische Prinzessin und als Ehefrau des schwedischen Königs Erik X. 1210–1216 Königin von Schweden.

## Leben
Rikissa war die Tochter des dänischen Königs Waldemar I. (1131–1182) aus dem Haus Estridsson und dessen Frau Sophia von Minsk (um 1141–1198). Benannt wurde sie nach Rikissa von Polen, ihrer Großmutter mütterlicherseits. Ihr Geburtsdatum ist nicht bekannt.
1210 heiratete Rikissa Erik X. (1180–1216), der seit 1208 König von Schweden war. Erik X. hatte sich nach seinem Sieg über den mit Dänemark verbündeten Sverker II. in der Schlacht bei Lena als wahrscheinlich erster schwedischer König von einem Bischof krönen lassen. Als Sverker und seine dänischen Verbündeten 1210 in der Schlacht bei Gestilren versuchten, Erik zu stürzen, endete dies Unternehmen mit Sverkers Tod. Nach seinem Sieg bat Erik den dänischen König Waldemar II., der zuvor Sverker unterstützt hatte, um die Hand seiner Schwester. Die Heirat brachte somit die Aussöhnung Schwedens mit Dänemark sowie mit dem Papst. Als Eriks Frau war Rikissa von 1210 bis 1216 schwedische Königin.
1216 starb Erik X. und hinterließ Rikissa mit mehreren kleinen Töchtern. Ihr einziger Sohn wurde erst einige Monate später geboren. Der schwedische Reichsrat wählte daher Sverkers fünfzehnjährigen Sohn Johann zum König. Damit gelangte wieder das verfeindeten Sverkergeschlecht auf den Thron. Rikissa begab sich nach Dänemark an den Hof ihres Bruders.
Dort starb sie relativ jung. Sie wurde in der von ihrem Vater erbauten St.-Bendts-Kirche in Ringsted neben ihrem älteren Bruder, König Knut VI., begraben. Ihr Grab in der Vierung wurde 1683 zerstört, als dort eine neue Gruft angelegt werden sollte. Das dabei aufgefundene sogenannte Dagmarkreuz war möglicherweise ihr und nicht ihrer einige Jahre zuvor verstorbenen Schwägerin Dagmar von Böhmen ins Grab mitgegeben worden.
Im 16. Jahrhundert wurde über dem Grab ihres Mannes in der Klosterkirche Varnhem auch eine Grabplatte für sie verlegt.

## Nachkommen
Aus der Ehe gingen ein Sohn und mindestens drei Töchter hervor:
- Sophia Eriksdotter, verheiratet mit Heinrich Borwin III., Herr von Rostock
- Ingeborg Eriksdotter, verheiratet mit Birger Magnusson von Bjälbo, genannt Birger Jarl
- (vermutlich) Märta Eriksdotter, verheiratet mit Nils Sixtensson Sparre
- Erik XI. (1216–1250), 1222–1229 und erneut ab 1234 König von Schweden